# William Bertram Turrill
William Bertram Turrill  ( 14 de junio de 1890 - 15 de diciembre de 1961) fue un botánico inglés.
En 1915 obtiene su B.Sc. en Botánica, de la Universidad de Londres. De 1916 a 1918 sirve en el "Cuerpo Real Médico del Ejército" (en Macedonia); retornando luego a Kew. De 1918 a 1939 da clases en el "Chelsea Polytechnic". En 1922 se gradúa M.Sc. en Botánica, y en 1928 su Ph.D. también en Botánica, en la Universidad de Londres.
Fue asistente en el Real Jardín Botánico de Kew, expandiendo el herbario; y su carrera se acelerará luego de servir en el Ejército durante la Primera Guerra Mundial. Se le ofrece una oportunidad de expedicionar a la península de los Balcanes; que volcará en su tesis de Ph.D. y en el concomitante texto. Sus investigaciones se focalizaron en Genética y en Ecología.

## Algunas publicaciones
- 1929. The Plant-life of the Balkan Peninsula

- Milne-Redh.|Milne-Redhead, EW; W Turrill.1952. Ranunculaceae. Ed. Crown Agents

### Libros
- 1980. Studies in the genus Fritillaria (Liliaceae) (Hooker's Icones plantarum). Ed. Bentham-Moxon Trust. 280 pp.

- 1948. British plant life. Ed. Collins. 315 pp. Reimpreso 2008, 336 pp. ISBN 000727856X

- 1964. Vistas in botany : recent researches in plant taxonomy (International series of monographs on pure and applied biology). Ed. Pergamon Press. 314 pp.

- 1963. Joseph Dalton Hooker: Botanist, explorer, & administrator. Ed. Scientific Book Club. 228 pp.

- 1959. The Royal Botanic Gardens, Kew, past & present. Ed. Jenkins. 256 pp.

- 1959. Vistas in botany: A volume in honour of the bicentenary of the Royal Botanic Gardens Kew (Int. series of monographs on pure & applied biol., bot. division; vol.2). Ed. Pergamon. 547 pp.

- 1959. Vistas in Botany: Twenty Arts. & Reviews v. 1. Ed. Elsevier. 547 pp.

- 1956. Caryophyllaceae (Flora of tropical East Africa). Ed. Secr. State for the Colonies × the Crown Agents for Oversea Gov. 38 pp.

- 1953. Pioneer plant geography: The phytogeographical researches of Sir Joseph Dalton Hooker (Lotsya, a biological miscellany). Ed. Nijhoff. 267 pp.

- 1952.  Oleaceae (Flora of tropical East Africa). Ed. Secr. State for the Colonies × the Crown Agents for Oversea Gov. 32 pp.

## Honores
- 1953, recibe la "Medalla de oro Veitch memorial" de la Royal Horticultural Society
- 1955, es nombrado caballero OBE (Orden del Imperio Británico)
- 1958, galardonado con la medalla linneana de oro; vicepresidente de la Sociedad linneana de Londres; miembro de la Royal Society

- La abreviatura «Turrill» se emplea para indicar a William Bertram Turrill como autoridad en la descripción y clasificación científica de los vegetales.[1]